# Tristeza de un Doble A
Tristeza de un Doble A, también encontrado como Tristezas de un Doble A, es una composición musical de Astor Piazzolla, de 1972.Es una obra de tango para bandoneón y otros instrumentos, interpretada en una variedad de versiones por el mismo Piazzolla. El título de la obra hace alusión a la marca de bandoneones creada en Carlsfeld, Alemania, por Alfred Arnold.

## Obra
El título de la obra hace alusión al bandoneón creado en Alemania por Alfred Arnold (AA), en Carlsfeld. Por lo tanto, la pieza es un homenaje al bandoneón mismo; sobre todo al bandoneón tal cual llegó a Argentina para convertirse en el instrumento más característico del tango.
Asimismo, Piazzolla realiza un homenaje a otros bandoneonistas históricos, como Maffia, Aníbal Troilo, Laurenz, Arolas, Di Filippo, etc., sobre todo en la introducción de la obra.
Es una pieza en la que el bandoneón tiene el protagonismo, y le permite al intérprete improvisar sobre el instrumento. El mismo Piazzolla desarrolló varias versiones de la misma obra.

## Discografía
- Astor Piazzolla - Masterpieces "Fuga y Misterio", ans records 12001-2[6]
- Astor Piazzolla y su Conjunto 9. Música Pop. Contemporánea de la Ciudad. Bs.As. RCA-BMG ECO 1071[6]
- Astor Piazzolla - Masterpieces. Biyuya, ans records 12003-2[7]
- Astor Piazzolla - Original Tangos from Argentina. (1943-1982). RCA-BMG 2 disc NO 706692[7]
- Astor Piazzolla - Concierto para Quinteto (En vivo en el Gran Rex). Alfa CD 5-6 Suisa-2 cd[7]
- Astor Piazzolla y Roberto Goyeneche (en el Regina). RCA BMG 74321 18920[7]
- Tristezas de un Doble "A". Astor Piazzolla y su quinteto. Mess 15970[8]
- Libertango (Concierto de Piazzolla en el Roxy de Mar del Plata; 1984). Milan Sur 74321 51138-2[9]
- Otoño porteño. Concierto del Quinteto en Montreal (1984). Milan Sur 74321 78315-2[9]
- Astor Piazzolla & Quinteto Tango Nuevo Live in Colonia, 1984. INT 3343-2[10]
- Astor Piazzolla y su Quinteto Live in Tokyo 1982. MTCW-1012/3. Japan, 2004[11]